# 阿松 (大西洋比利牛斯省)
阿松（法語：Asson，法語發音：[asɔ̃]）是法国大西洋比利牛斯省的一个市镇，位于该省东部略偏南，属于波城区。

## 地理
阿松（43°8'26"N, 0°15'18"W）面积83.02 平方千米，位于法国新阿基坦大区大西洋比利牛斯省，该省份为法国东南部省份，涵盖了贝阿恩与北巴斯克，西临大西洋比斯開灣，北至朗德省，东北接热尔省，东临上比利牛斯省，南与西班牙接壤。
与阿松接壤的市镇（或旧市镇、城区）包括：阿罗斯德奈、阿尔泰兹达松、布鲁日-卡比斯-米法热、费里耶尔、伊贡、莱斯泰勒贝塔拉姆、卢维瑞宗、奈镇、圣佩德比戈尔、萨勒。

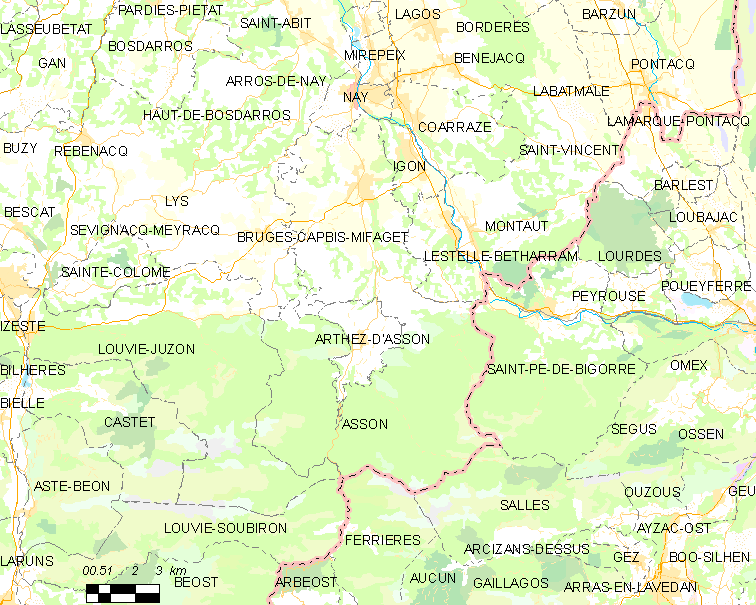
的OSM定位图

阿松的时区为UTC+01:00、UTC+02:00（夏令时）。

## 行政
阿松的邮政编码为64800，INSEE市镇编码为64068。

## 政治
阿松所属的省级选区为乌佐姆河、激流与内兹河岸县。

## 人口

1962-2008年间人口变化图示

阿松于2022年1月1日时的人口数量为1997人。